# Фермор, Сарра Элеонора
Графиня Сарра Элеонора Фермор, Сарра-Элеонора Виллимовна, в браке графиня Стенбок (Sarah Eleonora Fermor, 1740 — между 1805 и 1824) — модель знаменитого детского портрета работы И. А. Вишнякова. Её сын, получивший двойную фамилию отца и матери, стал родоначальником русского графского рода Стенбок-Фермор.

## Биография
Родители Сарры:

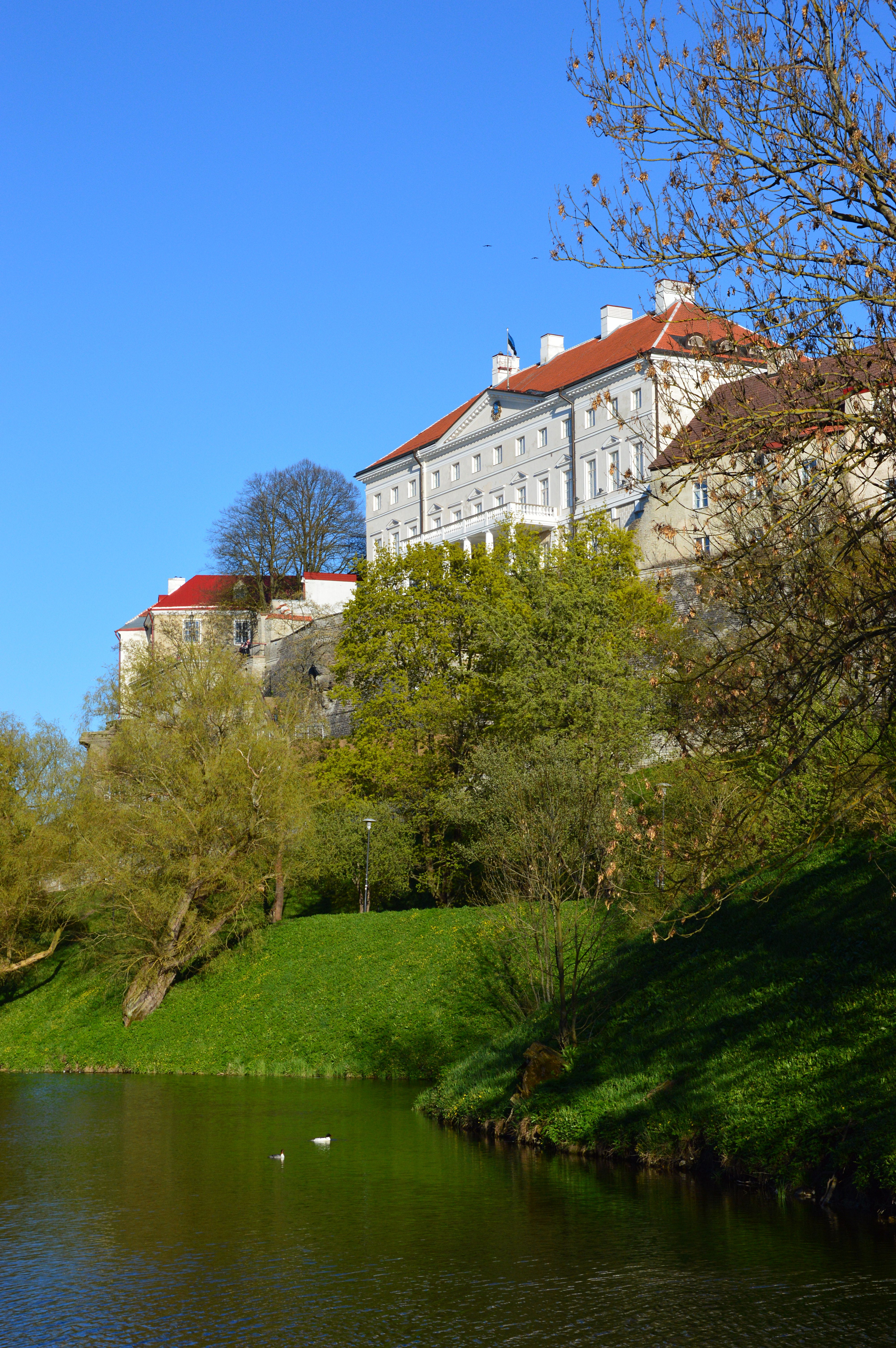
Дом Стенбока в Таллине (ныне здание правительства)

- Виллим Виллимович Фермор — видный русский военачальник шотландского происхождения
- его жена Доротея Елизавета, урожд. Брюс, дочь Романа Виллимовича Брюса и Сарры-Элеоноры Вестгоф, соответственно — племянница «колдуна» Брюса[3]

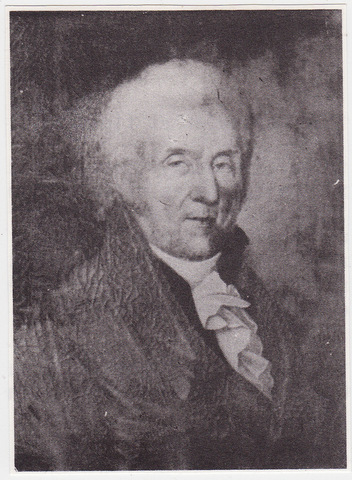
Якоб Понтус Стенбок (портрет XIX века)

В 1765 году Сарра Виллимовна вышла замуж за 21-летнего бригадира графа Якова Понтуса Стенбока (1744—1824) «эстляндского ландрата» — представителя графского рода Стенбоков шведского происхождения. Ему принадлежал сохранившийся до наших дней так называемый дом Стенбока, или ансамбль бывшего губернского суда.
Указывается, что её детьми были Якоб Виллим (ок. 1766 — 1803), Иоанн Магнус (1768—1834), Сара Яковлевна Куломзина (1771—1854), Юлиана-Шарлотта-Елизавета (1772-?), Александр Маттиас (1773-?), Барбара София (1774-?), Иоганн (1775-?), Катарина.
Поскольку её брат не оставил наследников, в 1825 году её сыну графу Иоанну-Магнусу Стенбоку разрешено именоваться графом Стенбок-Фермор и передавать эту фамилию детям. Его старший сын Яков Иванович, женатый с 31 мая 1835 года на графине Александре Петровне Эссен, в свою очередь, стал именоваться Эссен-Стенбок-Фермор.
Линия графов Стенбоков-Ферморов прослеживается до революции.

## Портреты детей Ферморов
Вишняков в 1750-е годы выполнил два парных портрета детей В. В. Фермора (своего начальника, как главы Канцелярии от строений) — сына Вильгельма Георга (1749—1828) и дочери Сарры Элеоноры. Мальчик написан в мундире сержанта лейб-гвардии Преображенского полка, который был написан позднее, скорее всего, в связи с присвоением ему соответствующего чина.
В каталоге ГРМ (1980) они датированы как написанные около 1750 года; ныне дата пересмотрена на «1749 (1750?)». Н. Н. Врангель, который опубликовал портреты сразу после их приобретения музеем, упомянул, что на обороте портрета девочки была надпись, впоследствии закрытая при дублировании холста. Она гласила, что изображена «Сарра Ферморова 10 летъ» и год создания портрета им читался как «1745». К. В. Михалова датировала портрет 1749 годом на основании надписи на обороте и установленного ею года рождения девочки — 1740. В заявлении Н. П. Альбрехт при продаже картин в музей они также датировались 1749 годом. Эта датировка была принята и Т. В. Ильиной.

«Десятилетняя девочка изображена, как взрослая дама. Она представлена в торжественной позе, её жесты немного манерны, а на губах „светская“ улыбка. Фон придает портрету репрезентативную пышность. Трогательным контрастом парадности выглядят тонкие руки девочки и её бледное худенькое лицо с неправильными чертами, исполненное живости и эмоциональности. Лиризм произведения основан на цветовой гамме, в которой гармонически сочетаются серые, зеленые и голубоватые тонов. Общую настроенность поддерживает „говорящий“ пейзаж с тонкими деревцами и прозрачной листвой. В творчестве Вишнякова ещё прослеживается связь с парсунной традицией. Это сказалось в плоскостном изображении фигур, неглубоком пространстве и отвлеченно-равномерном освещении, а также в написании одежды, в которой не чувствуется объёма тела. Наряду с подобными устаревшими условностями в портрете заметно влияние западноевропейской живописи с её натурной достоверностью в передаче подробностей. Ткань платья выписана настолько точно, что современные английские специалисты узнают в нём образец шелка середины XVIII века, производимого в Англии по французским рисункам».

Портреты детей Фермор были проданы в Русский музей в 1907 году госпожой Н. П. Альбрехт за 2 тысячи рублей. (Альбрехты находились в родстве с Ферморами через жену мальчика, изображённого на портрете — то есть на протяжении XIX века они хранились не у кровных потомков).